# كيرك ستيفنز (لاعب سنوكر)
كيرك ستيفنز هو لاعب سنوكر كندي، ولد في 17 أغسطس 1958 في تورونتو في كندا.